# Pseudocyclosorus pectinatus
Pseudocyclosorus pectinatus är en kärrbräkenväxtart som beskrevs av Ren-Chang Ching och Shing. Pseudocyclosorus pectinatus ingår i släktet Pseudocyclosorus och familjen Thelypteridaceae. Inga underarter finns listade.